# Veljko Milković

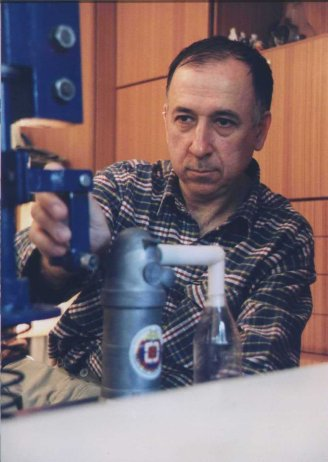
Veljko Milković (2002)

Veljko Milković (serbisch-kyrillisch Вељко Милковић) (* 13. November 1949 in Subotica, Jugoslawien) ist ein serbischer Autor und Erfinder.

## Leben
Veljko entwickelte Ökohäuser, Treibhäuser mit reflektierenden Folien und Pilztreibhäuser.
Bei einigen seiner Erfindungen setzte Milković Pendel und Hebel ein. Ein Beispiel ist eine manuelle Wasserpumpe die ein schwingendes Pendel einsetzt.
Veljko erforschte das Labyrinth unter der Festung Petrovaradin in Novi Sad. Er entdeckte das Muster des Labyrinths. Für diese Bemühungen empfing er eine Anerkennung des Museums von Novi Sad.
Im Jahr 1983 gründeten Veljko Milković und Srećko Drk, den „Klub der Freunde der Festung Petrovaradin“ mit Sitz in den Räumlichkeiten der „Vladimir Nazor“ Bibliothek in Petrovaradin. Im Jahr 1997 veröffentlichte Veljko ein Buch mit dem Titel Mysterium des Festung Petrovaradin. Er beschreibt darin die Gefahren, die seine Forschungen begleiten, als auch das große Potential für Tourismus in Petrovaradin, Fruška Gora, Srem sowie für das Donaugebiet in Serbien.

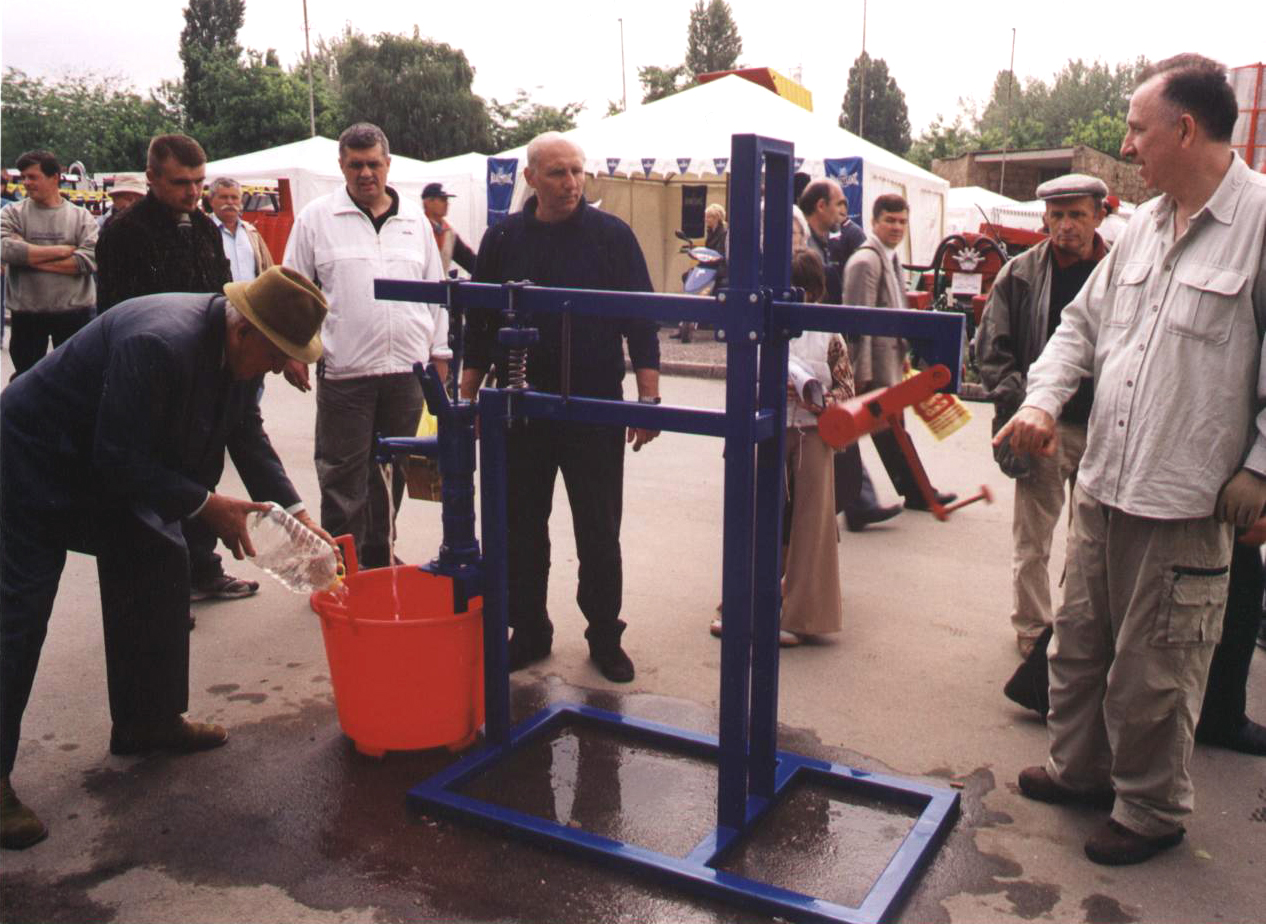
Manuelle Wasserpumpe mit Pendel

## Auszeichnungen und Anerkennungen
Neben zahlreichen nationalen und internationalen Auszeichnungen für seine Beiträge zur Ökologie und Energieversorgung, erhielt Veljko im Jahr 2002 die „Novemberverfassungsurkunde der Stadt Novi Sad“. Diese Auszeichnung in Form einer goldenen Medaille erhielt er für seine Erfindung der manuellen Wasserpumpe mit dem Pendel.

## Veröffentlichungen
Bücher
- "Solarne zemunice - dom budućnosti" (Solarhäuser – Häuser der Zukunft) (1983)
- "Ekološke kuće" (Ökohäuser) (1991 – in 4 Editionen gedruckt)
- "Šume za proizvodnju hrane" (Wälder als Nahrungsproduktionsfelder) (1992 – Übersetzung Esperanto)
- "Ka antigravitaciji - kompaktna vozila" (In Richtung der Antigravitation – Kompaktfahrzeuge) (1994)
- "Antigravitacioni motor / Anti-gravity Motor" (1996 – Übersetzung Englisch)
- "Perpetuum mobile" (Perpetuum Mobile) (2001)[6]
- "Petrovaradin kroz legendu i stvarnost" (Petrovaradin durch Legende und Gegenwart) (2001)[7]
- "Petrovaradin i Srem - misterija prošlosti" (Petrovaradin und Srem – ein Mysterium der Vergangenheit) (2003)[8]
- "Svet misterija - novi pogledi" (Ein Welt der Mysterien – neue Sichten) (2004)[9][10]
- "Petrovaradinska tvrđava - podzemlje i nadzemlje" (Festung Petrovaradin – über und unter der Erdoberfläche) (2005)
- "Novi turistički potencijali" (Neue touristische Potentiale) (2006)
- "Petrovaradinska tvrđava - kosmički lavirint otkrića" (Festung Petrovaradin – ein kosmisches Labyrinth der Entdeckungen) (2007)
- "Gravitacione mašine - od Leonarda da Vinčija do najnovijih otkrića" (2013)
- "Kako sam pobedio hemoroide" (2015)
- "Energetska prekretnica ili apokalipsa" (2016)
- "Panonska Atlantida" (2020)
- "Reflektujući paneli za solarnu klimatizaciju i zdravstveno bezbedno stanovanje" (2020)
- "Energija oscilacija: od ideje do realizacije" (2020)

Feuilletons und Notizen
- "Niskoenergetski život" (Niedrigenergetisches Leben), (1996)
- "Energetski potencijal rečnog zaliva" (Energetisches Potential der Flussufers), (1996)
- "Prethodna civilizacija" (Vergangene Zivilisation), (1999)
- "Misterije Petrovaradinske tvrđave" (Mysterium der Petrovaradinburg), (1999)
- "Petrovaradinska tvrđava između legende i stvarnosti" (Festung Petrovaradin zwischen Legende und Gegenwart), (1999)
- "Nestale civilizacije" (Verschwundene Zivilisationen), (2000)